# La zapaterita
La zapaterita es una zarzuela en dos actos de Francisco Alonso con libreto de José Luis Mañes, estrenada en el Teatro Calderón de Madrid el 12 de abril de 1941.

## Personajes
- Taravilla (Mezzosoprano).
- Manola (Soprano lírica).
- Casanova (Barítono).
- Padre Calixto (Bajo).

## Argumento
La acción transcurre en Madrid, en el año 1785, durante el reinado de Carlos III.

### Acto 1
Casanova, un aventurero, comienza el acto cantando una extensa canción sobre su obsesión con las mujeres y la vida nocturna de Madrid.

### Acto 2
Se desarrolla frente al teatro de los Caños del Peral, lugar donde ahora está emplazado el Teatro Real de Madrid. Hay un número musical sobre la Tauromaquia que se practicaba en aquella época. La protagonista femenina, Taravilla, le canta a los toreros.